# Saló Internacional del Còmic de Barcelona de 2002
El 20è Saló Internacional del Còmic de Barcelona es va celebrar entre el dijous 9 i el diumenge 12 de maig de 2002 a l'Estació de França.
El Saló va prescindir de celebrar el seu 20è aniversari i es va centrar en el superheroi Spiderman, al qual li va retre un hometage amb motiu dels seus recent complerts quaranta anys. Segons la coodinadora del Saló, Pilar Gutiérrez, la celebració de l'aniversari del Saló s'havia decidit ajornar per a la 25a edició.
El certamen barceloní va dedicar una exposició monogràfica a l'home aranya, en la qual s'hi exhibiren originals pertanyets a diferents èpoques des de la seva creació el 1962 per Stan Lee. En total, les exposicions organitzades pel Saló foren cinc, a més dels espais lúdics habituals, com un espai infantil, un taller de còmic o una comicoteca.
Entre la presència d'autors internacionals, fou sobretot la visita d'Art Spiegelman a Barcelona la que va generar més expectació. Spiegelman ja havia rebut el Premi a la Millor Obra Estrangera a la 8a edició del Saló (1990) per la primera part de la seva aclamada obra Maus. En l'edició d'enguany, el dibuixant nord-americà va tornar a ser guardonat amb el Premi a Millor Obra Estrangera, per la publicació completa de Maus, convertint-se així en l'únic autor en ser doblement guardonat amb aquest premi.
L'edició d'enguany va comptar amb un pressupost de 336.560 euros (56 milions de pessetes).

## Cartell
Jaime Martín fou l'encarregat del cartell de la 20a edició del Saló del Còmic. L'il·lustrador català havia rebut el Premi a Autor Revelació a la 8a edició del Saló.
El cartell és un primer plà d'una mà d'una noia amb cabells blaus. La palma de la mà té gravada el logotip de Ficomic, format per un signe d'interrogació seguit d'un signe d'exclamació.

## Exposicions

### Exposicions centrals
- Spiderman. Exposició monogràfica dedicada al superheroi Spiderman, que celebrava quarant anys de la seva creació. Els originals exhibits van mostrar diferents etapes del superheroi creat per Stan Lee el 1962. A més, la mostra fou ambientada amb diferents decorats que evocaren els carrers de Nova York a la nit. L'homenatge del Saló va coincidir amb l'estrena de pel·lícula Spider-Man, dirigida per Sam Raimi, en la qual l'actor Tobey Maguire va interpretar a l'home-aranya.

- Exposició formada per les tires dels autors guanyadors del Certamen de Còmic i Il·lustració. Exposició produïda pel Ministeri de Treball i Assumptes Exteriors.[2]

- Exposició sobre la Factoria Blasco. Exposició retrospectiva dedicada a l'anomenada Factoria Blasco, que englobà les obres dels quatre germans Blasco (Jesús, Alejandro, Adrián i Pili). La mostra va exposar còmic infantil, d'aventures i d'obres considerades clàssiques del còmic espanyol.[3]

### Exposicions dedicades als guanyadors de l'edició precedent
- Exposició sobre Blacksad, de Juanjo Guarnido. Exposició amb originals del còmic Blacksad del dibuixant Juanjo Guarnido. L'autor havia estat doblement guardonat en l'edició anterior del Saló, com a Autor revelació i com a guanyador a la Millor Obra juntament amb el guionista Juan Díaz Canales.[3]

### Exposicions fóra del recinte
- Molts anys de còmic. Mostra ubicada al Museu d'Història de Catalunya que es pogué veure gratuïtament durant el Saló. L'exposició va recollir originals d'autors com Carrión, Vicenç Farrés, Alfons Figueras i Carles Freixas.[6]

- Exposició Nazario, Barcelona 1972-2002. Exposició dedicada a l'il·lustrador Nazario, Gran Premi del Saló de l'anterior edició del Saló. L'exposició va estar ubicada al Palau de la Virreina i fou d'accés gratuït per als visitants del Saló. Es va poder visitar fins al 9 de juny i va recollir il·lustracions de Nazario des de l'inici de la seva carrera artística, amb treballs autoeditats dels anys 1970, fins a col·laboracions en revistes com El Víbora, Makoki o Por favor, a més de moltes altres il·lustracions.[6]

## Invitats
Entre els autors internacionals invitats al Saló destacava sobretot Art Spiegelman. Altres autors convidats foren el francès David B., l'argentí Eduardo Risso, el polonès Grzegorz Rosinski, el belga Hermann o el britànic Kevin O'Neill.

## Palmarès

### Gran Premi del Saló
- Jan[5]

### Millor obra
| Títol                             | Autor            | Editorial   |
| --------------------------------- | ---------------- | ----------- |
| Cosecha Rosa                      | José Luis Ágreda | Under Cómic |
| Huracán: El guardián del mercurio | Ricard Castells  | Sins Entido |
| La caja negra                     | Javier Olivares  | Glénat      |
| Paracuellos 4                     | Carlos Giménez   | Glénat      |
| Poco II: El jardín de la luna     | Ricard Castells  | Sins Entido |

### Millor obra estrangera
Premi sense dotació econòmica.
| Títol                     | Títol original          | Autor              | Editorial          | País         |
| Maus                      | Maus                    | Art Spiegelman     | Planeta-DeAgostini | Estats Units |
| Diario de Nueva York      | Changement d'adresses   | Julie Doucet       | Inrevés            | França       |
| Diario de un álbum        | Journal d'un album      | Dupuy Barberian    | Planeta-DeAgostini | França       |
| Estigmas                  | Stigmata                | Mattotti Piersanti | Inrevés            | Itàlia       |
| La ascensión del gran mal | L'Ascension du Haut Mal | David B.           | Sins entido        | França       |

### Autor revelació
| Autor          | Títol                    | Editorial  |
| -------------- | ------------------------ | ---------- |
| Luis Durán     | Vanidad                  | Sinsentido |
| Fermín Solís   |                          |            |
| Pablo Auladell | El camino del titiritero |            |
| Pau            | La saga de Atlas y Axis  |            |
| Víctor Santos  |                          |            |

### Millor fanzine
| Títol             |
| ----------------- |
| Amaníaco          |
| Cabezabajo        |
| Cretino           |
| Idiota y diminuto |
| TMEO              |

### Millor guió
| Títol               | Autor                 | Editorial  |
| ------------------- | --------------------- | ---------- |
| El hombre con miedo | Hernán Migoya         |            |
| Vanidad             | Luís Durán            | Sinsentido |
| El juego lúgubre    | Paco Roca             |            |
| Todo está perdido   | Paco Alcazar          |            |
| V-Girl              | Felipe Hernández Cava |            |

### Premis del públic
| Categoria                   | Títol                    | Autor                    | Editorial          |
| --------------------------- | ------------------------ | ------------------------ | ------------------ |
| Millor còmic eròtic         | Magia y Acero            | Jordi Bayarri            | 7 Monos            |
| Millor revista d'informació | Dolmen                   | diversos                 | Dolmen             |
| Millor manga                | El almanaque de mi padre | Jiro Taniguchi           | Planeta DeAgostini |
| Millor còmic de superherois | The Authority            | Warren Ellis Brian Hitch | Planeta DeAgostini |

## Anècdotes
A més d'Art Spiegelman i Spiderman, la pluja es va convertir en l'altra gran protagonista del Saló, degut a les goteres de l'Estació de França. L'exposició dedicada a Spiderman fins i tot es va haver de clausurar temporalment. Diversos estands tampoc van quedar il·lesos a les goteres, quedant parcialment inundats, i veient com una parts dels seus còmics quedave malmesos per la pluja.